# Битка за Нарвик
Битка за Нарвик (енгл. Battles of Narvik) била је део немачке инвазије Норвешке у Другом светском рату. Сама битка за Нарвик састоји се из три поморске битке и савезничке опсаде Нарвика, које су вођене од 9. априла до 8. јула 1940. године.

## Позадина
Смештен на обали Офотфјорда, Нарвик је био главна извозна лука (незалеђена преко целе године) шведске гвоздене руде из подручја Кируне и Јеливаре, са којима је спојен железницом.

## Немачка инвазија
У оквиру норвешке кампање, немачка Десантна група бр. 1 Нарвик - 10 разарача са 2.000 људи десантних трупа, Штаб 3. планинске дивизије и 1. планински пук - пробила се 8/9. априла по снежној олуји уз врло слабу видљивост кроз Офотфјорд до пристаништа у Нарвику и потопила 2 норвешка патролна брода (Норге и Еидсволд) који су пружили отпор. Око 6 часова 9. априла десантне трупе су искрцане у Нарвику који се, због издаје норвешког команданта гарнизона, предао без отпора. Норвешке снаге (јединице 6. дивизије) повукле су се на положаје у рејону Харстаа (Harstad), Шевегана (Sjovegan) и Фосбакена (Fossbakken), а немачке десантне трупе су одмах предузеле организацију одбране Нарвика.

### Норвешки отпор
Норвешке обалске оклопњаче Норге и Еидсволд пресреле су немачке разараче у фјорду надомак Нарвика: немачка ескадра послала је преговараче. Пошто су одбили да се предају, норвешки бродови су торпедовани и потопљени за неколико минута са готово целокупном посадом; само је брод Норге стигао да отвори ватру. У овом храбром, али безнадежном отпору 287 норвешких морнара изгубило је животе, док их је мање од стотине спасено са оба брода.

## Прва битка за Нарвик
У оквиру савезничког плана да од Немаца преотму Нарвик и тако им ускрате увоз шведске гвоздене руде, британски Адмиралитет је 10. априла упутио 5 разарача који су продрли у залив, потопили 2, а оштетили 3 немачка разарача.

## Друга битка за Нарвик
Три дана касније британски бојни брод Ворспајт у пратњи 9 разарача и уз подршку авиона са носача Фјуријус потопио је 8 немачких разарача и једну подморницу. Преживели чланови посада  (око 2.500 људи) ангажовани су у одбрани Нарвика.

## Савезничка опсада Нарвика
Савезничка Десантна група Нарвик (1 бојни брод, 2 крстарице, 9 разарача) искрцала је 14-18. априла 24. британску бригаду (око 3.000 војника) у рејону Харстаа и Шевегена. Група је имала задатак да заузме Нарвик, али је напад одлагала до доласка појачања. Од 27. априла до 11. маја у област Нарвика су стигли делови 28. француске бригаде, 13. бригаде легије странаца, 5 противавионских батерија, ескадрила британских ловаца и носач авиона Арк Ројал.
Савезници су успели да концентришу надмоћне снаге (24.500 савезничких према 4.500 немачких војника), али напад на овом сектору, одређен за 22. мај, није извршен због тешке ситуације на Западном фронту. Да би се неометано повукле, савезничке копнене снаге су 28. маја извршиле концентричан напад на Нарвик уз подршку ватре ратних бродова, и после огорчених борби заузеле га истог дана.

## Последице
Евакуација савезничких трупа из области Нарвика извршена је у току 5 ноћи (4-8. јуна), а Немци су 8. јуна поново ушли у Нарвик око 21 час и 10 минута. До краја Другог светског рата Нарвик је остао под окупацијом Немаца и служио као операцијска база немачке флоте.